# Eassalu
Eassalu je vesnice v estonském kraji Pärnumaa, samosprávně patřící do statutárního města Pärnu.